# 九州地域間連携推進機構
九州地域間連携推進機構株式会社（きゅうしゅうちいきかんれんけいすいしんきこう、英語: Nine states local Partnership Board）は、鹿児島県鹿児島市に本店を置き、九州移住ドラフト会議の企画運営、マーケティング事業を行うまちづくり会社。永山由高と田鹿倫基を共同代表として設立された。

## 概要
永山由高が2016年に企画した鹿児島移住ドラフト会議が宮崎県、南九州エリア、九州と拡大することを機に設立された。「踊りたくなる九州をつくる」をミッションとしており、九州地方に特化した移住支援や地域プロモーション、関係人口などのまちづくり事業を展開する。九州各地を拠点とするフリーランス、経営者がプロジェクト単位でチーム組成されるティール組織型をとっている。

## 沿革
- 2020年（令和2年）7月 - 鹿児島県鹿児島市にて九州地域間連携推進機構株式会社設立
- 2020年（令和2年）12月 - 九州移住ドラフト会議2021の開催
- 2021年（令和3年）5月 - 共同代表の永山由高が鹿児島県日置市長選挙に出馬するにあたり退任